# Mathias Wolters
Mathias Joseph Wolters (Roermond, 17 maart 1793 - Gent, 21 april 1859) was een Belgische ingenieur, architect en edelman.

## Levensloop
Mathias Wolters was een zoon van Jean-Chrétien Wolters en van Marie-Joséphine Schonken. Hij trouwde in 1829 in Sas van Gent met Rosalie Verschaffel (1803-1865). Ze hadden drie kinderen.
In de tijd van het Verenigd Koninkrijk der Nederlanden werkte Wolters onder meer aan de versterkingen van de stad Maastricht en aan het graven van het kanaal Gent-Terneuzen. 
Einde 1830 opteerde hij voor België en werd hoofdingenieur-directeur van Bruggen en Wegen voor de provincie Oost-Vlaanderen. 
Hij werd aangesteld tot gevolmachtigd commissaris namens de koning in de Commissie die de Nederlands-Belgische Conventie (het Scheldetractaat) regelde die op 20 mei 1843 in Gent werd afgesloten, met betrekking tot de waterhuishouding in de provincies Oost- en West-Vlaanderen en de buurprovincies in Nederland. 
Op 1 januari 1847 werd hij door koning Leopold I opgenomen in de Belgische erfelijke adel.

## Bouwwerken
- Bisschoppelijk Paleis van Gent (1841-1845)
- Heilig Kruiskerk te Heusden (1844)
- Sint-Denijskerk te Sint-Denijs-Westrem (eerste steen 22 juni 1845)
- Sint-Amanduskerk te Viane (1843-1847)
- Sint-Amandus-en-Jozefkerk te Sint-Amandsberg (eerste steen 1846)
- Onze-Lieve-Vrouw-Hemelvaartkerk te De Klinge (1850)

## Boeken
Hij besteedde zijn vrije tijd aan historische opzoekingen (vooral over gemeenten en oude abdijen in Nederlands Limburg), die hij publiceerde:
- Codex diplomaticus lossensis, ou Recueil et analyse de chartes servant de preuves à l’histoire de l’ancien comté de Looz
- Notice historique sur l'ancien comté de Duras en Hesbaie
- Notice historique sur l'ancien comté de Hornes et sur les anciennes seigneuries de Weert, Wessem, Ghoor et Kessenich
- Notice historique sur l'ancien comté imperial de Reckheim dans la Province actuelle de Limbourg
- Notice historique sur l'ancien chapitre de chanoinesses nobles de Munsterbilsen, dans la Province actuelle de Limbourg
- Notice historique sur l'ancien chapitre impérial de chanoinesses à Thorn, dans la Province actuelle de Limbourg
- Notice histórique sur l ́ancienne abbaye d ́Averboden
- Notice historique sur l'ancienne abbaye noble de Milen, pres de St-Trond
- Notice historique sur l'ancienne abbaye de Herckenrode, dans la Province actuelle de Limbourg
- Notice historique sur l'ancienne grande Commanderie des Chevaliers de l’ordre Teutonique dite des Vieux-Jongs Province actuelle de Limbourg
- Notice historique sur la ville de Maestro
- Notice historique sur la commune de Rummen et sur les anciens fiefs de Grasem, Wilre, Bindervelt et Weyer, et Hesbaye
- Notice historique sur les anciens seigneurs de Steyn et de Pietersheim
- Notice historique sur la ville de Maeseyck
- Notice sur l'Abbaye d'Orienten, à Rummen, et sur l'Abbaye de Baltershoevn, près de St.-Trond
- Notice sur quelques débris de constructions romaines, conservés dans la commune de Herten
- Recherches sur l'ancien comté de Gronsveld et sur les anciennes seigneuries d'Elsloo et de Randenraedt
- Recherches sur l'ancien comté de Kessel et sur l'ancienne seigneurie de Geysteren
- Recherche sur l'ancienne ammanie de Montfort, comprenant les communes de St.-Odilienberg, Echt, Nieustadt, Linne, Vlodorp, Posterholt et Roosteren, dans la province actuelle de Limbourg
- Recherches sur l'ancienne avouerie de la ville de Ruremonde et sur les familles de Vlodorp et de Cortenbach

Ook schreef hij in zijn functie bij Bruggen en Wegen een aantal technische werken:
- Mémoire à l'appui du projet d'une écluse avec portes de flot à construire au Moervaert et la Zuydleede, et d’une éclusette d’allimentation à établir à l’origine de ce dernier cours d’eau
- Mémoire sur les marées et sur le moyen de diminuer les inondations de l ‘Escau de la Lys et de la Durme
- Mémoire sur les travaux à entreprendre pour améliorer le régime de l'Escaut
- Recueil de lois, arrêtés, règlements, etc., concernant l'administration des eaux et polders de la Flandre orientale

De lijst van zijn werken is te vinden in de Bibliographie nationale.

## Nakomelingen
- Gustave Louis Nicolas Wolters (1831-1914), zoon van Mathias, werd hoogleraar aan en rector van de Rijksuniversiteit Gent en was ook ingenieur-inspecteur van Bruggen en Wegen. Hij trouwde in 1857 met Louise de la Kethulle de Ryhove (1833-1914). Ze hadden negen kinderen, onder wie vier die voor afstammelingen zorgden.
  - Réné Wolters (1858-1906), directeur op het ministerie van financies, trouwde in Gent in 1889 met Marie Hyde (1869-1966). Ze hadden drie kinderen, maar deze tak is in 1972 in mannelijke lijn uitgedoofd.
  - Joseph Wolters (1859-1952), kabinetschef van de gouverneur van Oost-Vlaanderen, trouwde in 1889 met Marie Désirée Rottier (1867-1939). Ze hadden zes kinderen, met afstammelingen tot heden.
  - Frederic Wolters (1861-1952), ingenieur, hoofdinspecteur van Bruggen en Wegen, hoogleraar aan de Rijksuniversiteit Gent, trouwde in Gent in 1885 met Georgine Cruyt (1860-1912). Ze hadden zes kinderen, met afstammelingen tot heden.
  - Emile Wolters (1870-1941), trouwde in Orel (Rusland) in 1899 met Mathilde Ryndzunska (1870-1945). Ze kregen vier kinderen, in Orel geboren.
    - Laurent Wolters (1901-1994), voorzitter van Petrofina, trouwde in 1925 met Olga Bogdanova (1904-1970). Ze hadden drie kinderen, met afstammelingen tot heden. In 1967 kreeg hij de persoonlijke titel baron. Zijn twee zoons kregen in 1971 de titel baron, overdraagbaar bij eerstgeboorte.